# Boraks
Boraks ((arabisk): buraq), også stavet borax, er stoffet dinatriumtetraborat decahydrat, som kemisk formel skrevet enten Na2B4O5(OH)4∙8H2O eller Na2B4O7∙10H2O. Det er et farveløst mineral med en Mohs-hårdhed på 2-2½ og massefylde på 1,7 kg/l. Boraks dannes ofte i saltsøer sammen med halit og gips. Boraks dehydrerer delvist i luften til tincalconit (Na2B4O5(OH)4∙3H2O). Boraks er sammen med kernit (Na2B4O6(OH)2∙3H2O) de vigtigste bormalme. Det anvendes til vaskemidler, flusmiddel ved lodning, tilsætningsstoffer til specialglas og emalje.

## Erstatning for kviksølv
I ulande anvender fattige småskala-guldgravere kviksølv til at opløse guld fra guldmalmen. Ved opvarmning fordamper kviksølvet, og det rene guld er tilbage. Kviksølv er yderst farligt for guldgraverne og det omgivende miljø. Pulverrester med kviksølv i læsser guldgraverne af i naturen i store tailings. Filippinske guldgravere udleder således mellem 200 og 500 ton kviksølv pr. år, hvilket giver mange stærkt handicappede børn. Til sammenligning blev der udledt 600 kg kviksølv på 30 år i forbindelse med forureningen i Minamatabugten i Japan.
En løsning er at blande guldmalmen med boraks, der nedsætter smeltepunktet for guld. I stedet for 1.064 °C, kan guldet smelte ved opvarmning med trækul – samtidig med at udvindingsgraden stiger.